# Bulla wrocławska

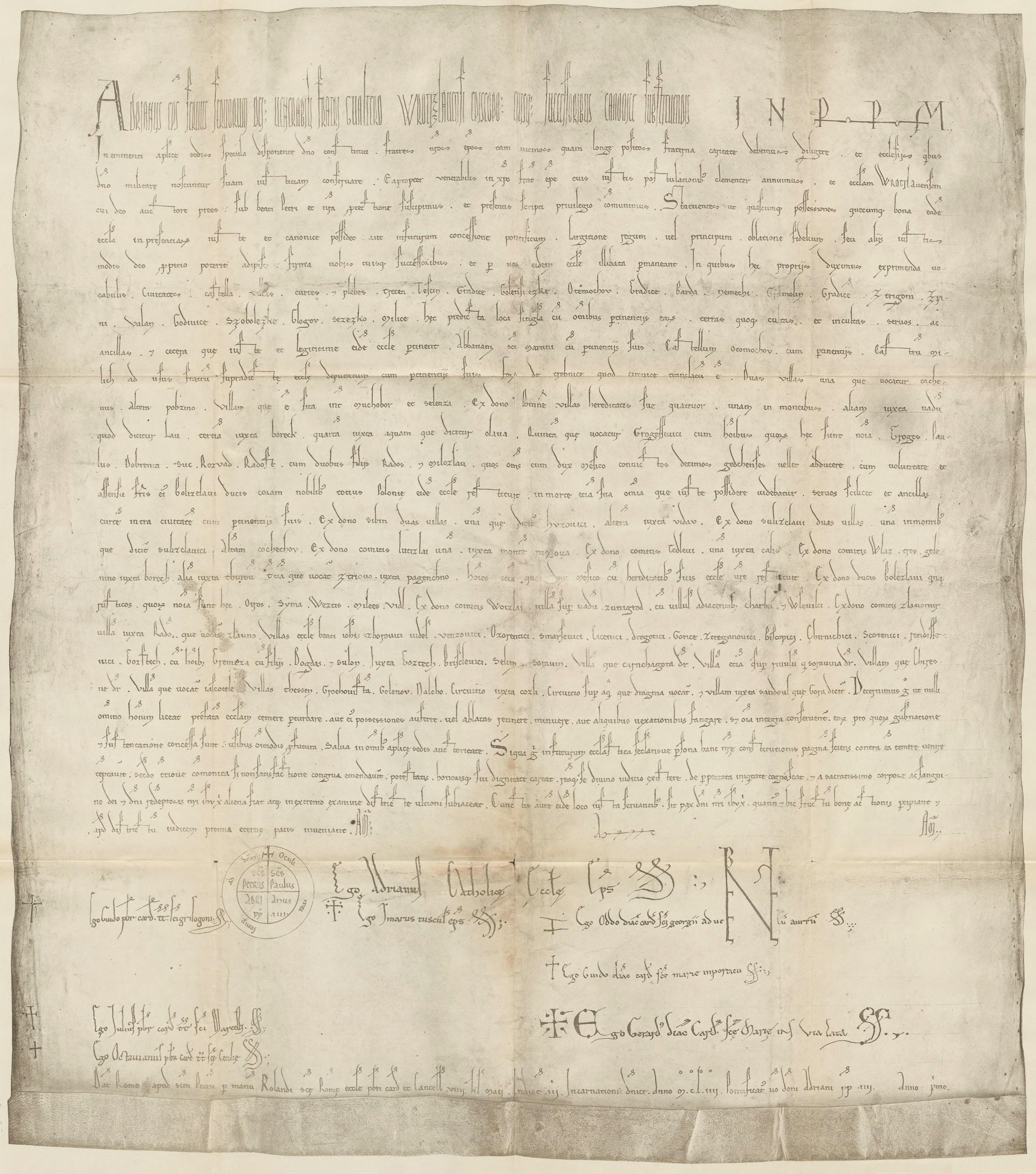
Podobizna oryginału bulli, opublikowana w 1907.

Bulla wrocławska – bulla wydana prawdopodobnie 23 kwietnia 1155 przez papieża Hadriana IV dla diecezji wrocławskiej potwierdzająca jej uposażenie.
Dokument został po raz pierwszy opublikowany w 1858 z kopii przez Wattenbacha. Następnie był przedrukowywany z różnych kopii jeszcze kilkukrotnie. Oryginał odnalazł dyrektor archiwum ks. Josef Jungnitz w 1905. Dokument ten znajdował się w zasobach Archiwum Archidiecezjalnego we Wrocławiu.  Dokument zaginął w 1945. Do czasu zaginięcia bulla była najstarszym zachowanym w oryginale dokumentem śląskim.
Data wystawienia bulli budzi kontrowersje – w oryginale podana jest data 23 kwietnia 1154, jednak Hadrian IV został wybrany papieżem dopiero 4 grudnia 1154. Data została wpisana w pozostawioną w tekście lukę tym samym charakterem pisma, ale nieco innym atramentem. Dlatego też przypuszcza się, że w dokumencie mogła nastąpić pomyłka co do roku. Możliwe są jednak też inne wyjaśnienia, np. że redakcja konceptu bulli miała miejsce jeszcze za pontyfikatu Anastazego IV.
W bulli zapisano ponad 50 polskich nazw osób i miejsc, dlatego też bywa nazywana Srebrną bullą śląską (w nawiązaniu do Bulli gnieźnieńskiej określanej jako złota bulla języka polskiego). Stanowi też jeden z najstarszych zabytków języka polskiego na Śląsku.
Bulla wrocławska jest często mylona z inną bullą wydaną przez Hadriana IV 18 kwietnia 1155 r. dla klasztoru w Czerwińsku, która znajduje się w zasobach Archiwum Akt Dawnych w Warszawie.